# Leucopis aglaia
Leucopis aglaia är en tvåvingeart som beskrevs av Tanasijtshuk 2003. Leucopis aglaia ingår i släktet Leucopis och familjen markflugor. Inga underarter finns listade i Catalogue of Life.